# سنار (سودان)
سنار (به عربی: سنار) شهری در استان سنار کشور سودان است که جمعیت آن در سرشماری سال ۱۹۹۳ میلادی ۷۲٫۱۸۷ نفر بوده و در سال ۲۰۰۷ میلادی ۱۴۳٫۰۵۹ نفر تخمین زده شده است.